# Alistair Guss
Alistair Samuel Guss (* 10. Juni 1965 in Melbourne) ist ein ehemaliger australischer Skirennläufer.

## Karriere
Alistair Guss entstammt einer sportbegeisterten Familie. Seine Geschwister Antony und Marilla Guss waren ebenfalls als Skirennläufer aktiv.
1984 nahm Alistair Guss an den Olympischen Winterspielen in Sarajevo teil. In der Abfahrt belegte er den 34. Platz.
Sein bestes Ergebnis bei einem internationalen Großereignis erzielte er ein Jahr später bei den Weltmeisterschaften in Bormio mit Rang 21 im Slalom.
Danach ist Guss nicht mehr als Skirennläufer in Erscheinung getreten.

## Erfolge

### Olympische Winterspiele
- Sarajevo 1984: 34. Abfahrt

### Weltmeisterschaften
- Bormio 1985: 21. Slalom, DNF Riesenslalom[2]